# 白旗神社 (藤沢市)
白旗神社（しらはたじんじゃ）は神奈川県藤沢市にある神社。寒川比古命と源義経を主祭神として祀る。別名は白旗さま。

## 概要
旧・藤沢宿。藤沢市の白旗交差点から国道467号（八王子街道）を北へ300メートル進んだ場所にある。白旗交差点のすぐそばには伝・源義経首洗井戸もある（北緯35度20分53.3秒 東経139度28分44秒 / 北緯35.348139度 東経139.47889度）。

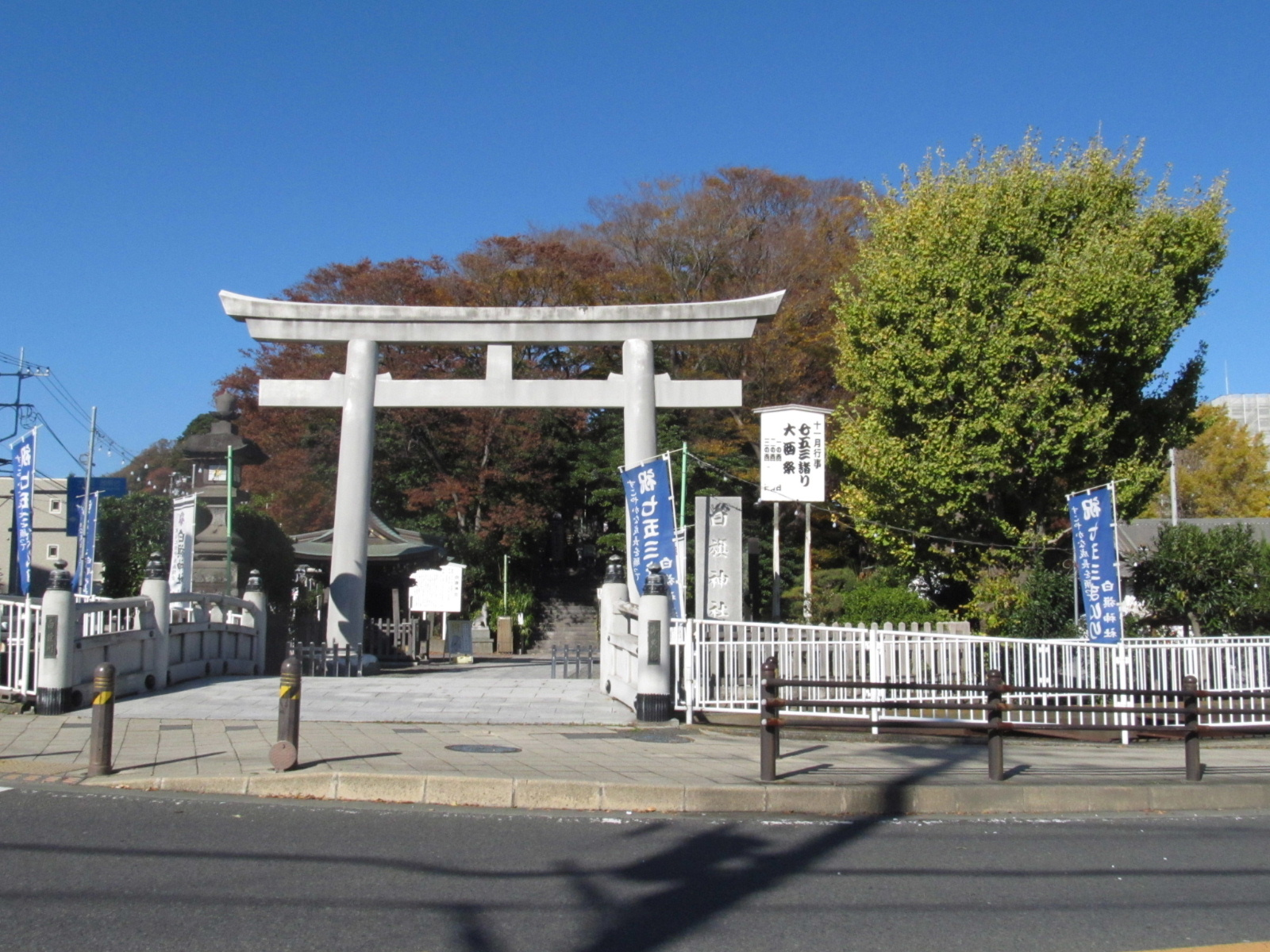
白旗神社の鳥居
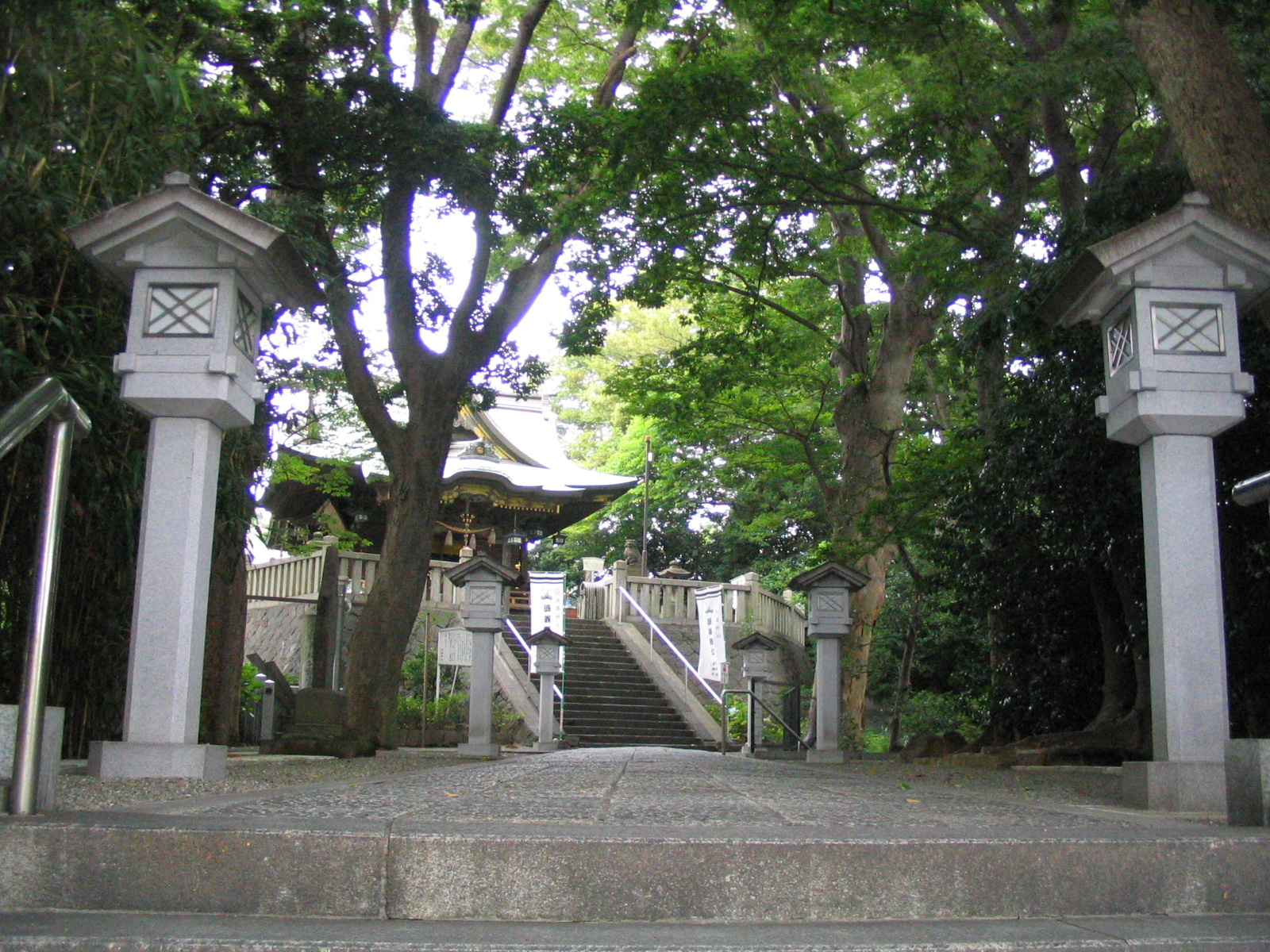
参道途中から社殿
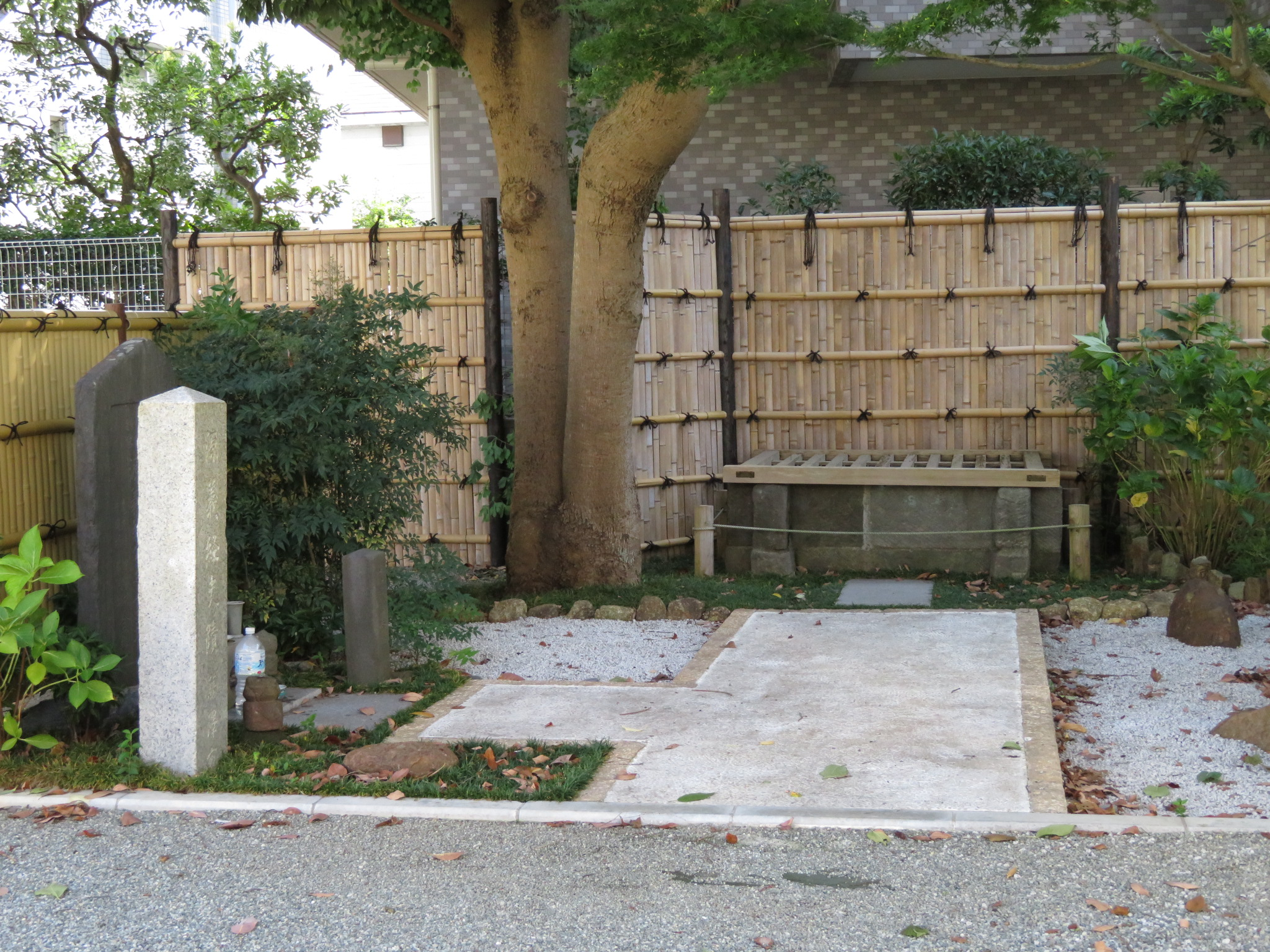
伝・源義経首洗井戸
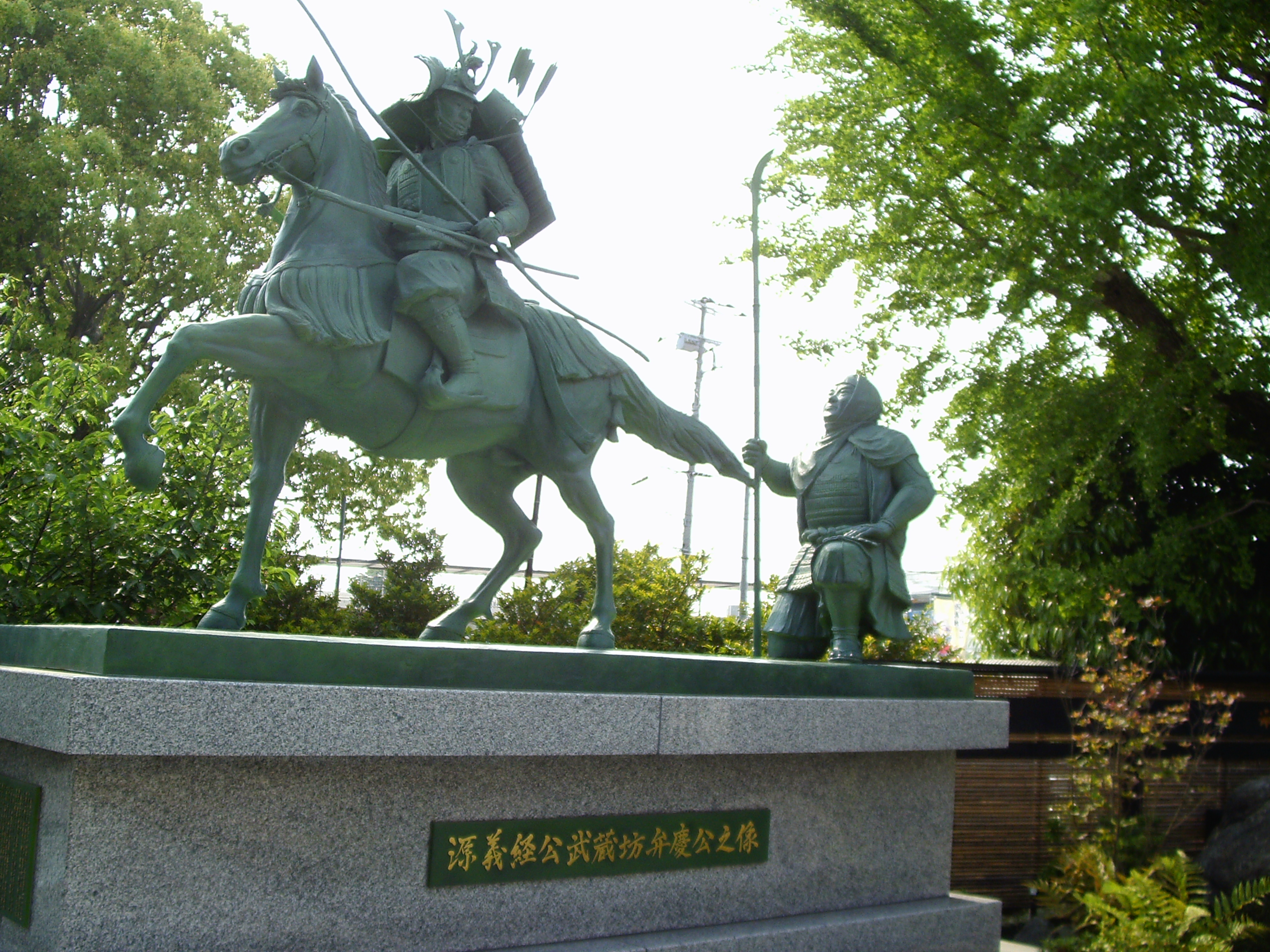
令和元年に建立された義経・弁慶像

## 祭神
主祭神
- 寒川比古命（さむかわひこのみこと）：相模国一宮の寒川神社の祭神。
- 源義経（みなもとのよしつね）

相殿神
- 天照皇大神（あまてらすおおみかみ）
- 大山祇命（おおやまつみのみこと）
- 国狭槌尊（くにさつちのみこと）

## 歴史
創立年代は不詳。荘厳寺（北緯35度20分49.8秒 東経139度28分48.3秒 / 北緯35.347167度 東経139.480083度）を別当とした神社で、相模国一宮の寒川神社の祭神を祀り、寒川神社と称していた。享保年間（1716年 - 1735年）に正一位に叙せられ坂戸町の総鎮守となる。元文年間（1736年-1741年）に荘厳寺が火災で消失し、延享4年（1747年）に神社の隣に移転してきた。宝暦2年（1752年）に社殿の再建、白旗神社と称するようになった。宝暦7年（1757年）神輿を江戸神田の神輿屋六兵衛が作る。1875年（明治8年）荘厳寺が明治元年（1868年）に出された神仏分離令により移転。

## 伝承
文治5年（1189年）、閏4月30日に奥州平泉の衣川館で自害した義経の首級が鎌倉へ送られ、6月13日腰越で首実検が行われた後、この神社の付近に義経と弁慶の首級が葬られたという伝承と共に伝・源義経首洗井戸や弁慶塚（北緯35度20分48.3秒 東経139度28分51.8秒 / 北緯35.346750度 東経139.481056度）が残され、宝治3年（1249年）に源義経を合祀したとしている。
鎌倉大日記
鎌倉大日記によると「文治5年5月13日首上鎌倉被埋藤澤」とある。
東海道名所記
東海道名所記によると藤沢より平塚六里十六町のくだりで、「よしつね弁慶がくび鎌倉に上せけるに。夜の間にふたつのくび此処に飛び来れり。里人これをミれば大なる亀の背中に乗りてこゑをいだしてわらひければ。かまくらへ此よしを申しつかハし。すなハち神にいはひて白旗明神と申すと。その前に弁慶の塚があり」としている。
白旗神社に関する文献は『東海道名所記』が初出となっている。
我が棲む里
「藤沢の河辺に金色なる亀、泥に染たる首を甲に負ひ、出たり、里人驚ろき怪しみけるほどに、側らにありける児童、忽ちに狂気のごとく肱を張、我ハ源の義経なり、薄命にして讒者の毒舌にかかり、身ハ奥州高舘の露と消るのみならず、首をさへ捨られて、怨魂やるかたなし、汝等、よきに弔らひくれよ、といひ終て倒れぬ、諸人恐れて、これを塚となせり」とある。

## 祭事・年中行事
（祭事・年中行事節の主要な出典）
- 元旦祭・歳旦祭・初詣 : 1月1日
- 藤沢七福神めぐり : 1月7日 - 31日
- 左義長祭・どんど焼 : 1月14日
- 節分祭・ふじさわ子ども豆まき : 2月3日
- 紀元祭 : 2月11日
- 祈年祭（春祭り） : 2月17日
- ランドセル・通園バッグお祓い式 : 3月中旬 - 4月上旬
- 牛若まつり : 5月5日
- 一心泣き相撲 藤沢場所 : 5月中旬
- 源義経公鎮霊祭 : 6月13日
- 夏越大祓式・茅の輪神事 : 6月30日
- 例大祭 : 7月15日 - 21日[注釈 2]。「白旗まつり」ともいう。
- 中秋演奏会 : 9月中旬 中秋の名月
- 湯立神楽 : 10月28日[注釈 2]、 神職による湯立を伴う神楽。
- 七五三祭 : 11月15日
- 大酉祭・酉の市 : 11月酉の日
- 師走大祓式・茅の輪神事 : 12月30日
- 月次祭 : 毎月1日、15日

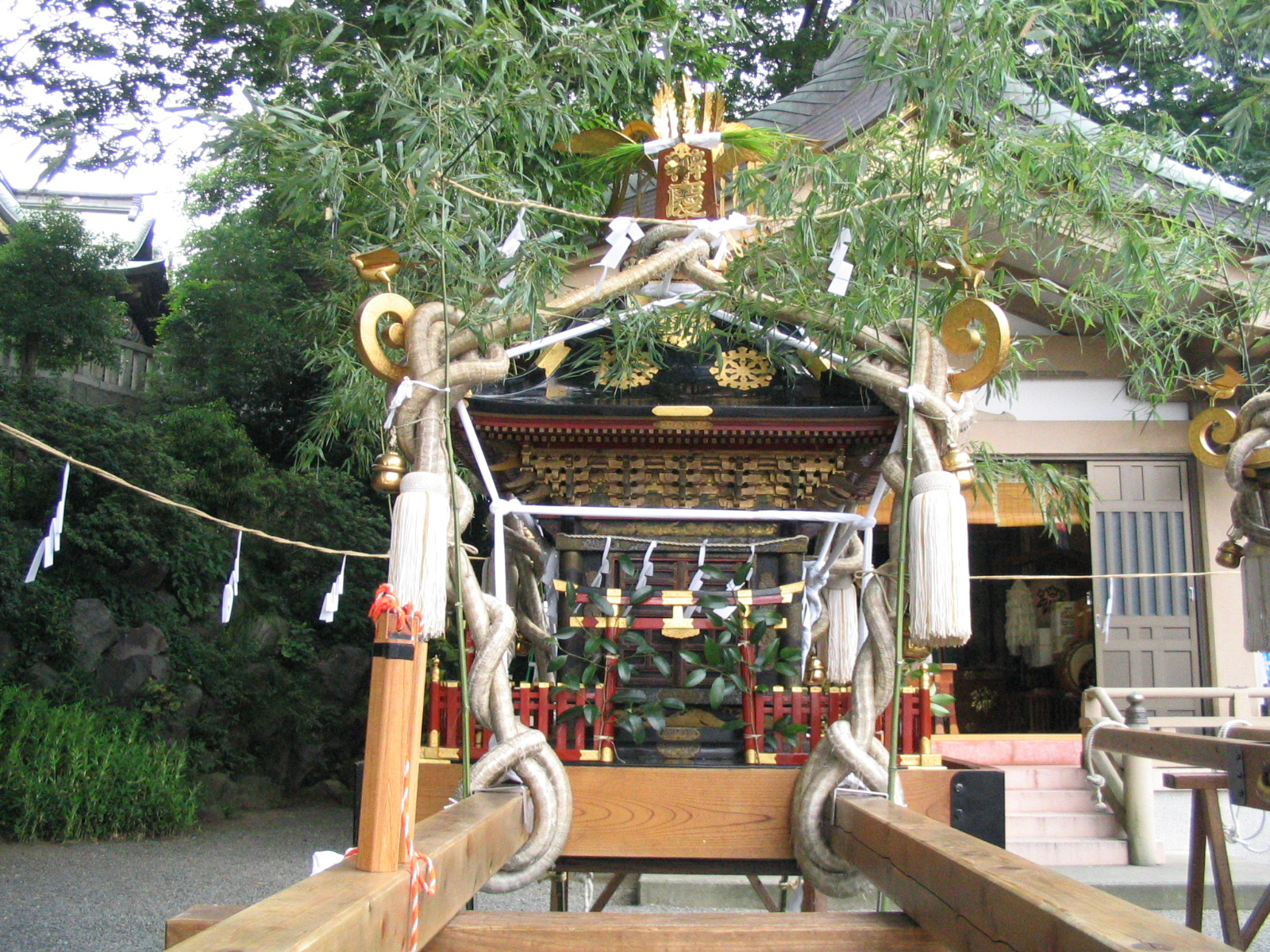
弁慶神輿
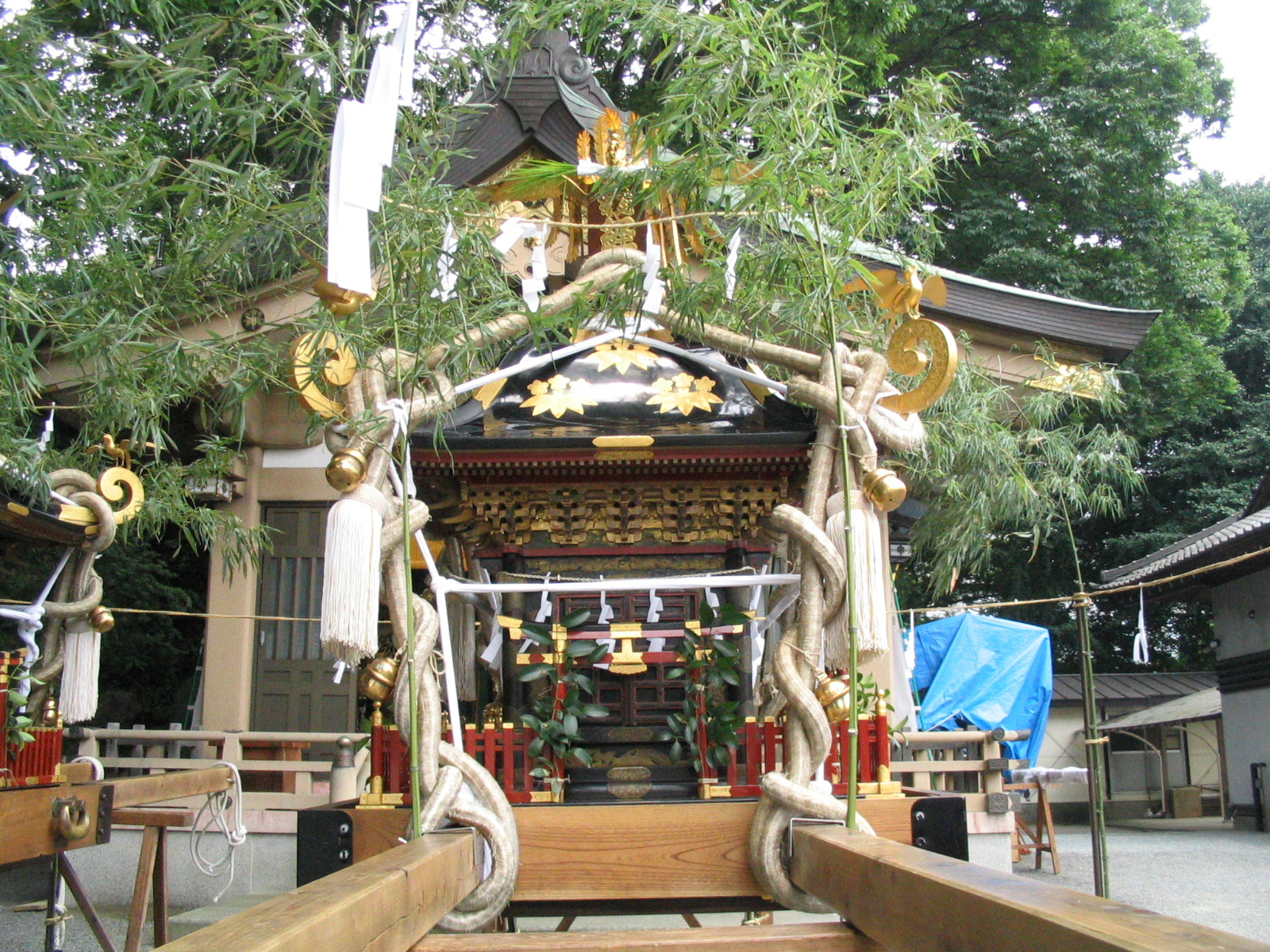
義経神輿
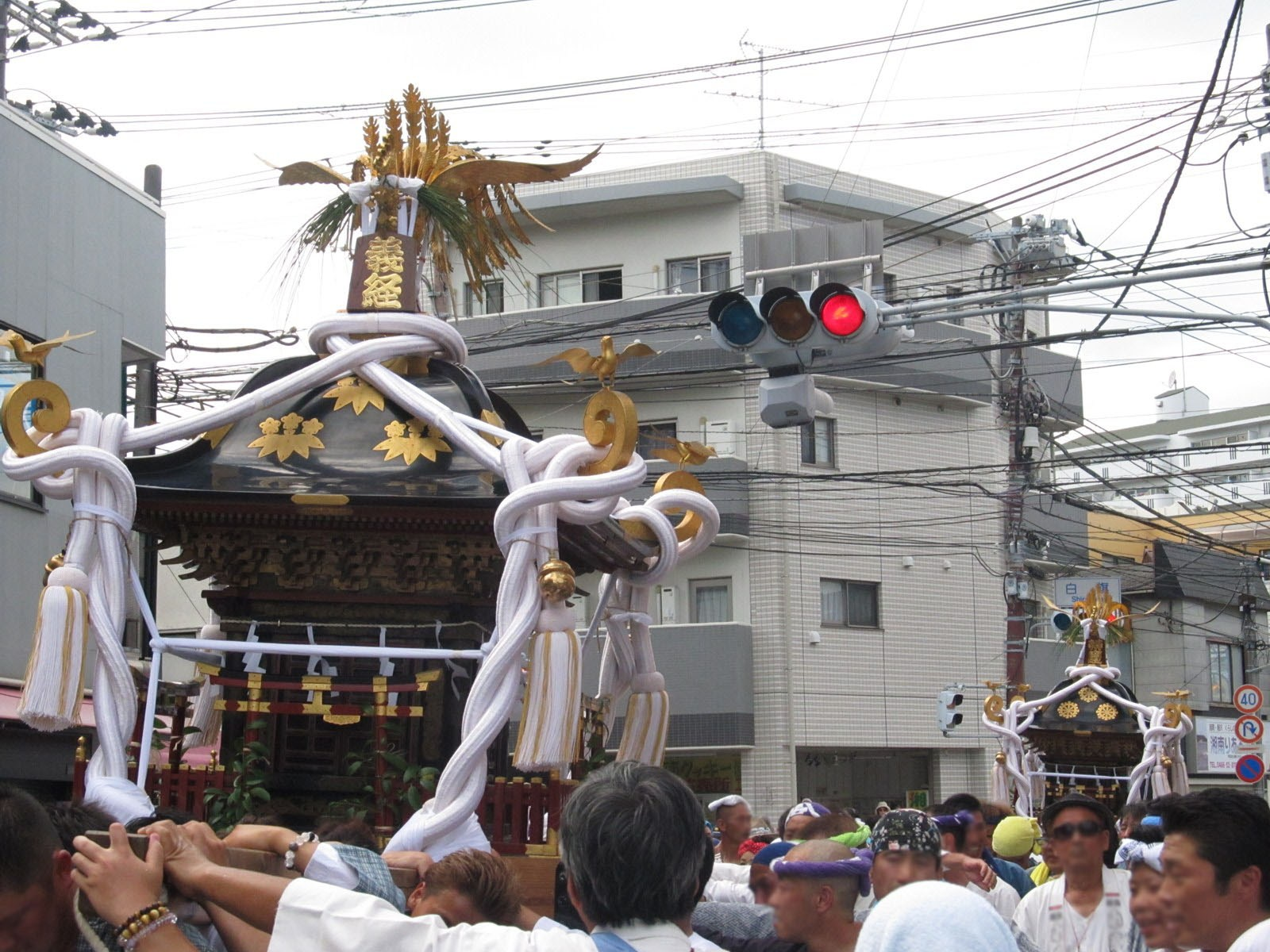
神幸祭
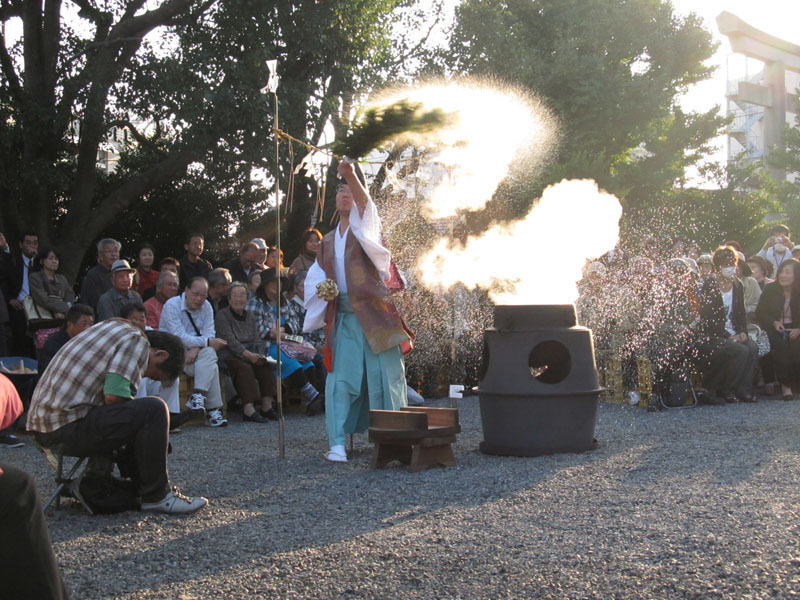
湯立神楽（2013年10月28日撮影）

## 文化財

### 藤沢市指定文化財
藤沢市指定文化財建造物
- 江の島弁財天道標

藤沢市指定有形民俗文化財
- 寛文5年庚申供養塔 - 1977年4月13日市指定
- 承応2年庚申供養塔 - 1977年（昭和52年）4月13日市指定。所在地：藤沢四丁目（伊勢山）

藤沢市指定無形民俗文化財
- 湯立神楽（藤沢湯立神楽保存会）1996年3月1日指定

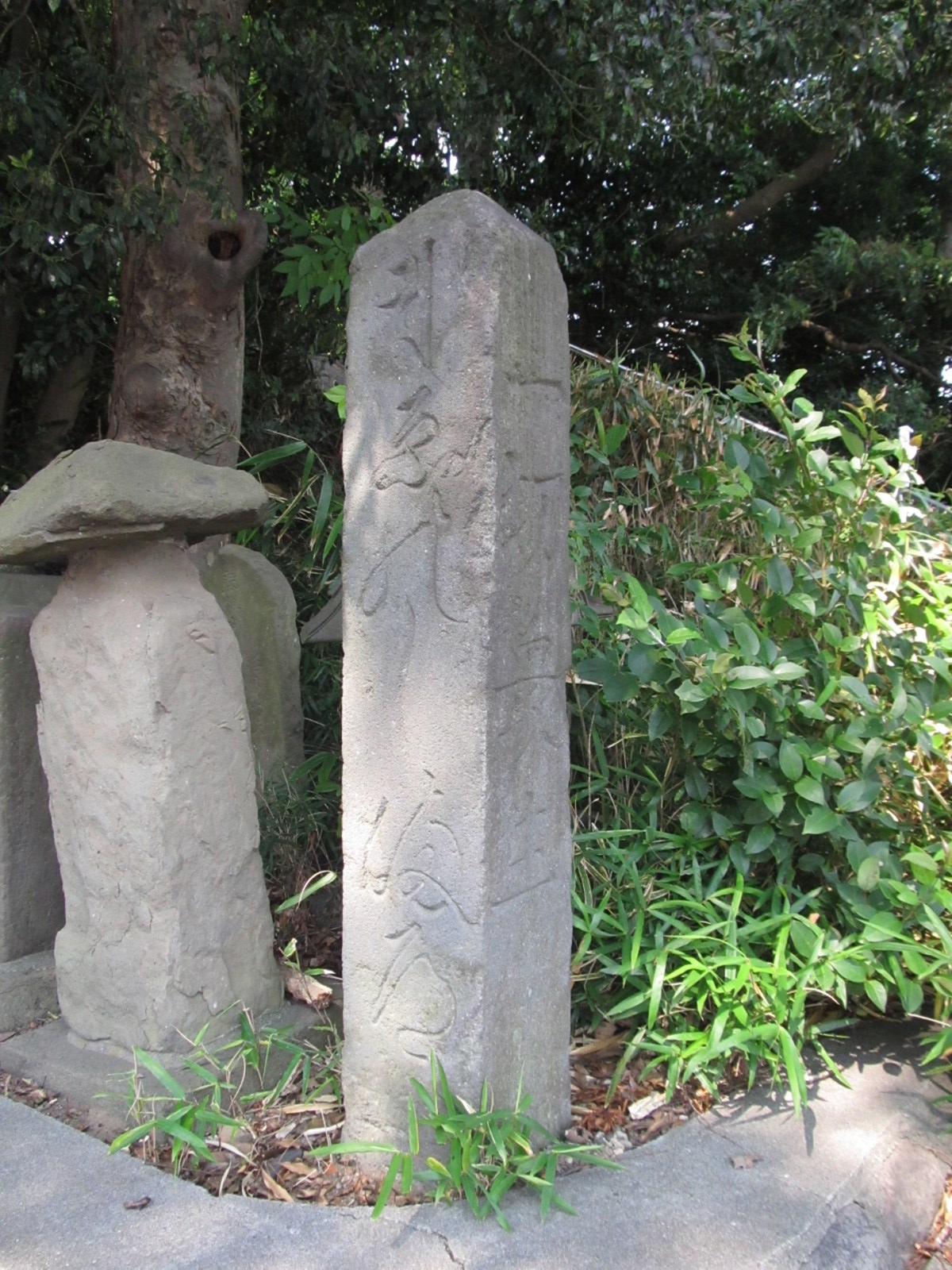
江の島弁財天道標
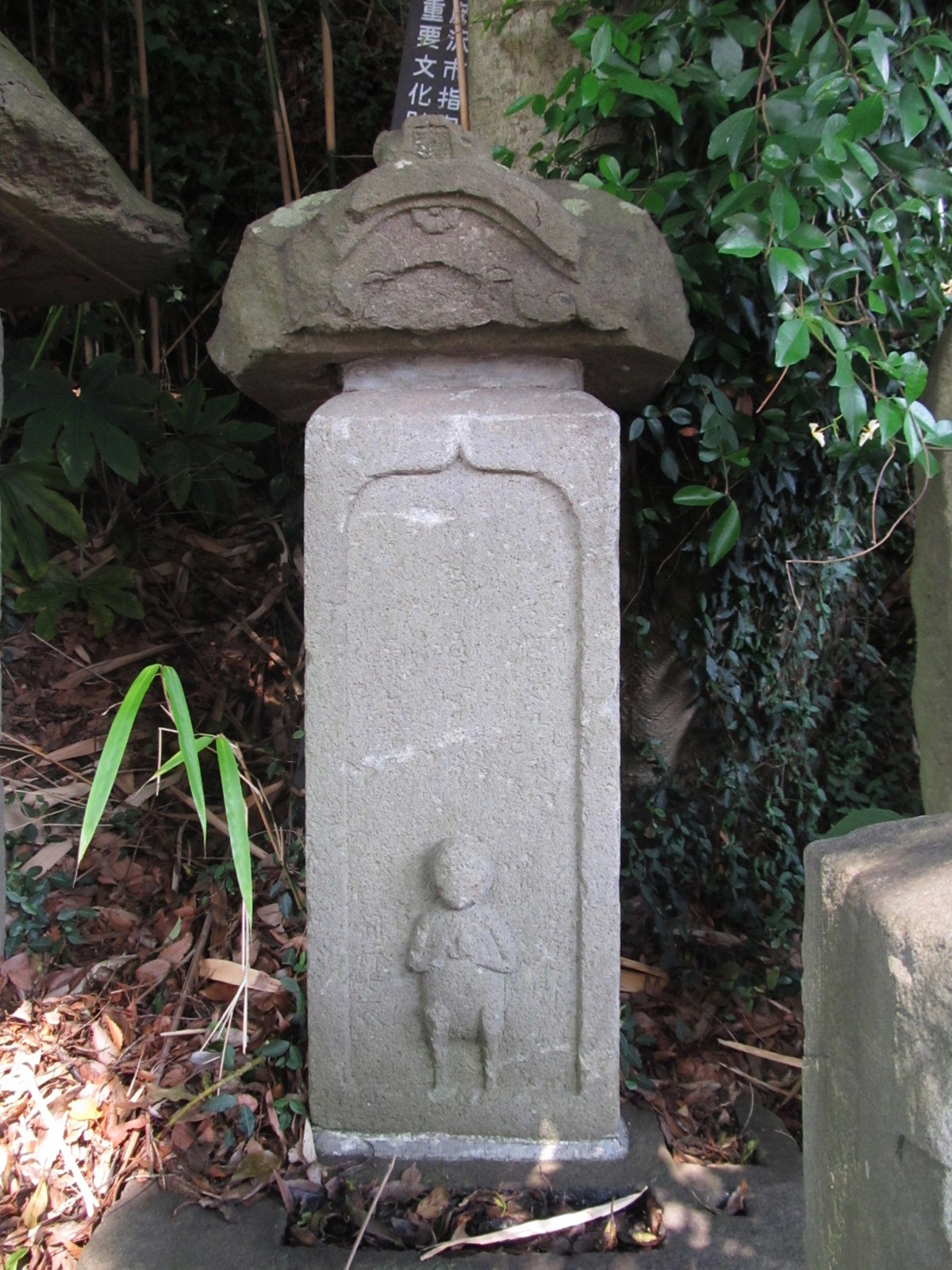
寛文5年庚申供養塔
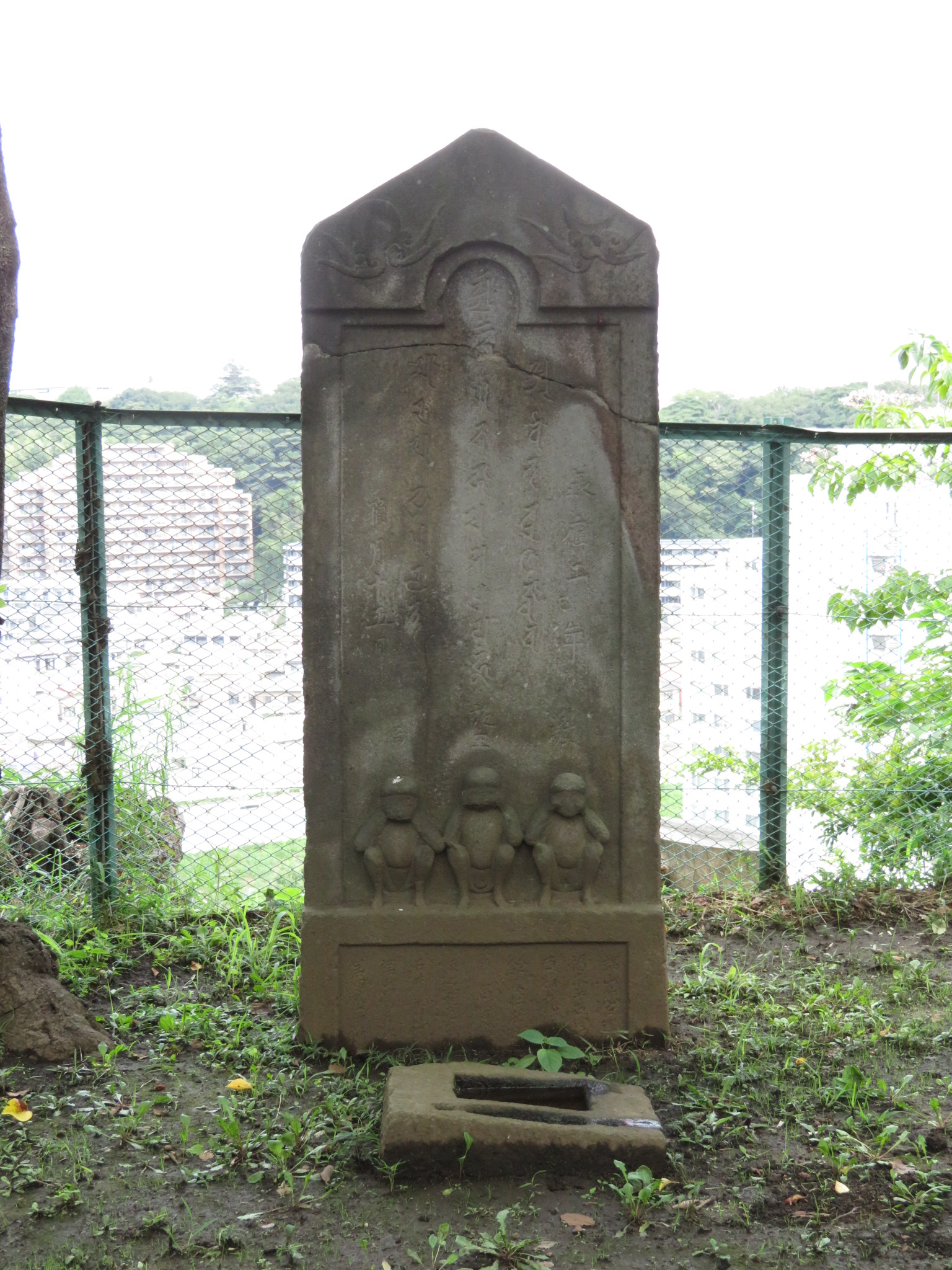
承応2年庚申供養塔

## 所在地情報
所在地
神奈川県藤沢市藤沢二丁目4番7号
交通
- 鉄道
  - 藤沢本町駅（小田急電鉄江ノ島線） - 徒歩で約6分

- バス
  - 白旗神社前（神奈川中央交通）

- 道路
  - 国道467号

## 周辺
- 社殿の真南の方角に源義経首塚跡および伝・源義経首洗井戸があり、その向こうに江島神社（旧・金亀山与願寺）が位置する。御伽草子の『御曹子島渡』（室町時代）では義経は鬼の大王の娘と結婚しているが実は江の島の弁才天であった。江島神社に伝わる『江島弁才天縁起絵巻』（2巻、江戸時代）も義経を主人公とした『御曹子島渡』の系統の御伽草子となっている。
- 社殿の南南東の方角に弁慶首塚・八王子権現跡（常光寺裏手）がある。
- 社殿の南南西の方角には那須与一が創建したという伝承がある皇大神宮がありこの皇大神宮のあたりを奈須野と呼んでいた[8]。

## 兼務神社
白旗神社の宮司が兼務する神社
- 御霊神社 - 藤沢市羽鳥三丁目15番28号
- 佐波神社 - 藤沢市石川139番地
- 諏訪神社 - 藤沢市石川五丁目35番12号
- 諏訪神社 - 藤沢市高倉2674番地
- 日枝神社 - 藤沢市城南一丁目21番1号
- 善行神社 - 藤沢市善行二丁目19番
- 立石神社 - 藤沢市立石三丁目3182番

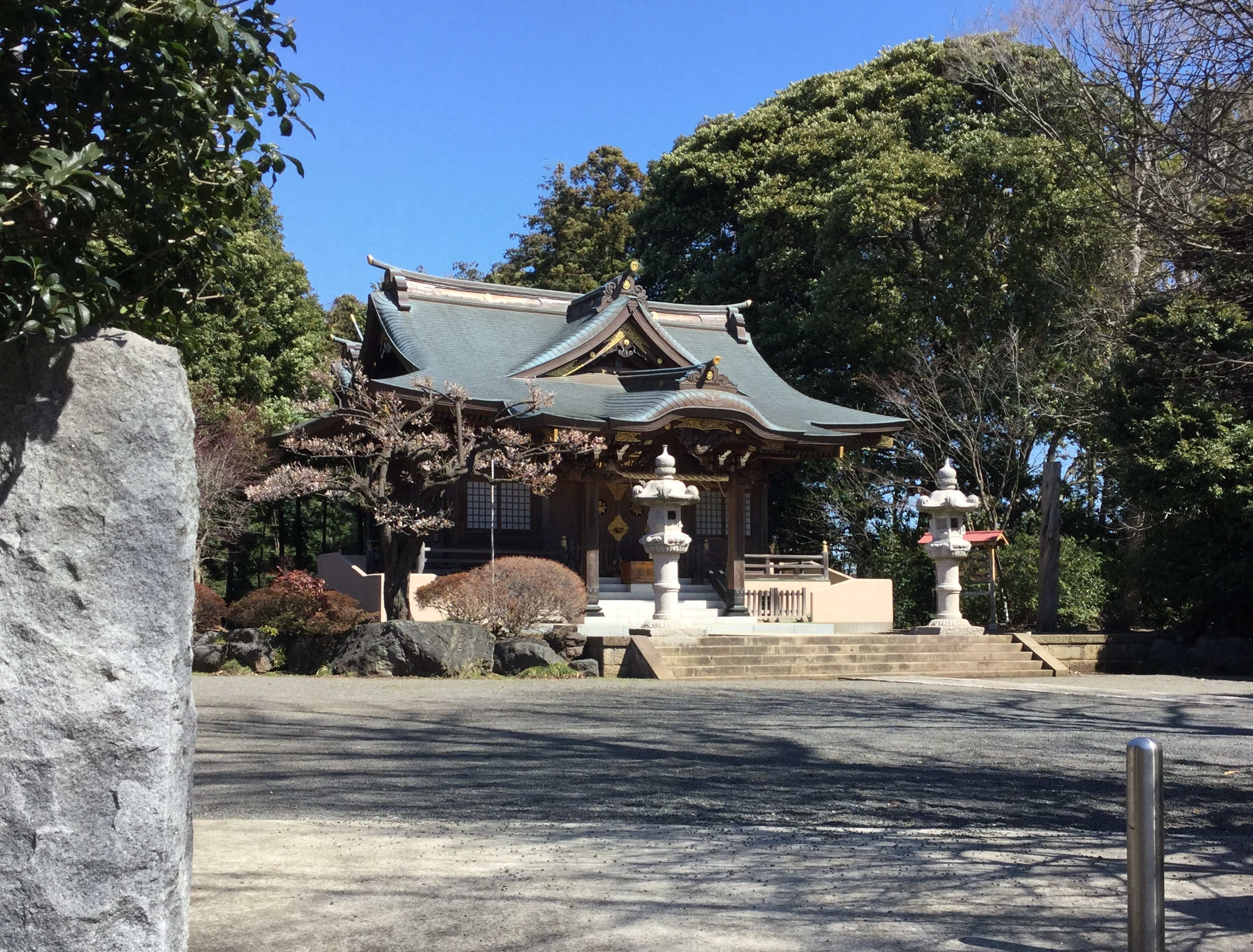
佐波神社
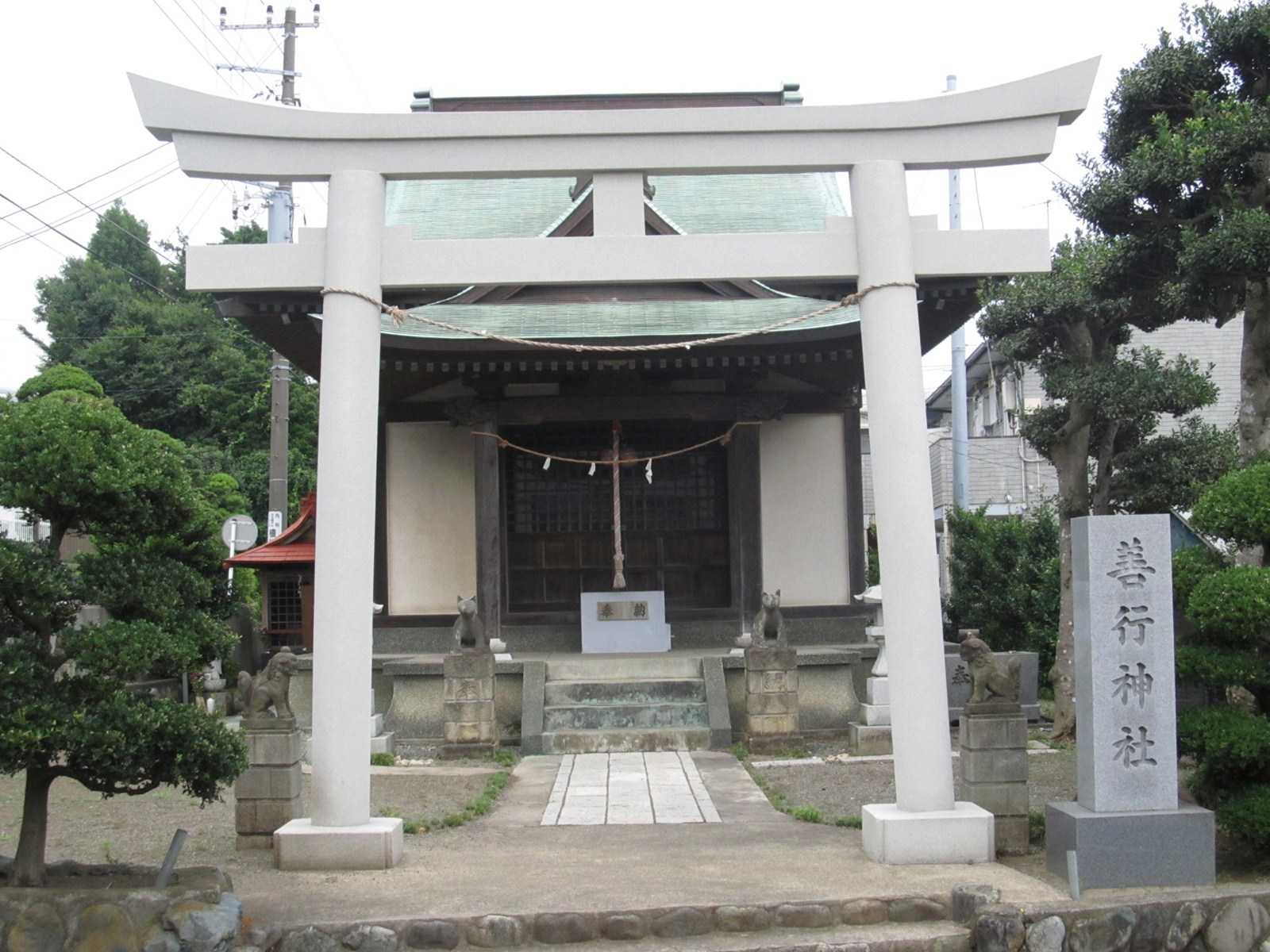
善行神社

## 白旗神社を舞台とした作品
- 『Just Because!』 2017年、第4話、テレビアニメ。

## その他
- 鳥居 - 1984年（昭和59年）に建立された高さ8メートル、幅6メートルの鳥居、グラスファイバー製の鳥居では日本初と言われている[1]。
- 源義経鎮霊碑 - 1999年（平成11年）建立。腰越で義経の首実検が行われた6月13日に首級を埋葬したと伝わる藤沢市と胴体を埋葬したと伝わる宮城県栗原市栗駒の判官森御葬礼所の土を合祀した[1]。
- 毘沙門天 - 藤沢七福神
- 白旗勘定 - 農村で勘定を1年にお盆と暮れにしていたのを盆暮勘定と言うが、藤沢宿場時代に湘南地域の商業の中心になっていた白旗神社周辺の農村では白旗まつりの日を勘定日とし「白旗勘定」と言っていた[9]。
- 藤沢輪盛会記念碑 - 記念碑裏の碑文によると。1926年（大正15年）7月建立。1916年（大正5年）境内東側の敷地を拡張、自転車競技場があった。